# Julija Timosenko Blokk
A Julija Timosenko Blokk, röviden BJUT (ukránul: БЮТ – Блок Юлії Тимошенко [Blok Juliji Timosenko]) ukrajnai politikai pártszövetség volt 2001-től, melyet Julija Timosenko vezetett. 2011-ben megtiltották pártszövetségek indulását a parlamenti választásokon. A szövetség gerincét adó Batykivscsina (magyarul: (Haza)) nevű párt azóta is jelentős szereplője az ukrán politikai életnek.

## Története
2008. október 8-án Ukrajna miniszterelnöke Viktor A. Juscsenko menesztette a kormányt és új választásokat írt ki. Az elnöknek szembe kellett néznie saját pártjával, mely fellázadt ellene. A 2008-as ukrán politikai krízis 2008. december 16-án ért véget.
A 2010-es ukrán parlamenti választásokon Julija Timosenko vezette a pártszövetséget. A választás első fordulójára 2010. január 17-én került sor.